# 朴秀珍
SWAN，本名朴秀珍（： Park Su-jin；2003年7月11日—），韓國女歌手，為RBW旗下女子團體PURPLE KISS成員，2023年正式個人出道。

## 個人經歷
- 2003年出生於京畿道龍仁市。小時候曾與家人在菲律賓生活過一段時間，因此能說流利英語。[1] 她在初中畢業6個月後就通過了高中同等學力測驗，因此並未上過高中。
- 曾於Modern K實用音樂學院學習2年，2017年10月通過試鏡成為RBW旗下練習生。[2] 入社後隨即便參與了選秀節目《MIXNINE》的試鏡。[3]
- 2018年底RBW公開了秀珍為同社前輩MAMAMOO演唱其迷你八輯主打曲〈Wind Flower〉導唱(demo)的影片[4]，另外她在出道前後也曾為請夏、MAMADOL、玟星等藝人擔任歌曲導唱與和音。
- 2020年9月，RBW發出公告說明成員SWAN因個人健康理由而將暫時停止一切演藝活動[5]，她隨後於同年12月回歸組合活動。
- 2021年3月，作為PURPLE KISS成員SWAN正式出道，以韓國年齡19歲之齡成為RBW旗下首位未成年的出道藝人。
- 2023年7月，推出由知名製作人Jung Key量身打造的個人單曲《Twenty》，正式個人出道。

## 音樂作品

### 單曲
| 專輯序 | 專輯資料                                                                          | 曲目 |
| 1st    | 《Twenty》 - 發行日期：2023年7月2日 - 語言：韓語、英語 - 類型：舞曲、R&B - 銷量： | 曲目 1. Twenty (Prod. Jung Key) 2. 나를 비추면 (Be my everything) 3. Twenty (English ver.) 4. Be my everything (English ver.) |

### 影視原聲帶
| 發行日期       | 影視作品                         | 歌曲名稱          | 備註 |
| 2021年12月16日 | KBS2《學校2021》OST Part.6       | 멍하니 (Absently) |      |
| 2023年4月8日   | JTBC《離婚律師申晟瀚》OST Part.6 | Burning           |      |

### 其他參與歌曲
| 發行日期       | 收錄專輯                      | 歌曲名稱                                              | 發行藝人                  | 備註     |
| 2019年6月18日  | 《Flourishing》               | Snapping                                              | 請夏                      | 和聲     |
| 2019年7月22日  | 同名單曲                      | Hello (우리 사이) (Feat. 朴秀珍 & 金英序)             | lunCHbox                  | Feat     |
| 2022年1月28日  | 《媽媽是偶像》                | WooAh HIP (우아힙)                                    | M.M.D                     | 和聲     |
| 2022年9月14日  | 《Listen Up EP.7》            | Oh! What a Shiny Night (밤이 깊었네) (Prod. Jung Key) | SWAN （原唱：Crying Nut） |          |
| 2022年11月26日 | 《少女 RE:VERSE - I Promise》 | I Promise (약속해)                                    | GIRL'S RE:VERSE           | [ 註 1 ] |
| 2023年1月14日  | 《不朽的名曲 - 金蓮子篇》     | Bling Bling (블링블링)                                | SWAN （原唱：金蓮子）     |          |
| 2023年3月6日   | 《少女 RE:VERSE - FINAL》     | Like a star (운명처럼)                                | GIRL'S RE:VERSE           | [ 註 1 ] |

## 備註與參考資料

### 備註
1. 1 2  以 Ruby（루비）的名義參賽。

## 外部連結
- PURPLE KISS的Daum Cafe專頁（页面存档备份，存于）
- PURPLE KISS的X（前Twitter）
- PURPLE KISS的Instagram帳戶
- PURPLE KISS的Facebook專頁
- YouTube上的PURPLE KISS頻道
- PURPLE KISS的VLIVE頻道[]
- PURPLE KISS的日本官方網站（日語）
- PURPLE K!SS的新浪微博（中文）